# Canisius College (Jakarta)
Canisius College (Indonesisch: Kolese Kanisius) is een middelbare school in Menteng, Centraal-Jakarta, Indonesië. De school werd opgericht in 1927 door een groep jezuïeten-paters. Vanaf de oprichting heeft de school alleen mannelijke studenten geaccepteerd.

## Motto
De school heeft enkele motto's:
- Mannen voor en samen met anderen
- Ad majorem Dei gloriam (Tot meerdere eer van God)

## Bestuursstructuur
De school wordt geleid door een rector die leiding geeft aan de directeuren van de hogere en lagere middelbare scholen. Elke directeur heeft drie onderdirecteuren voor de afdelingen leerplanaangelegenheden, algemene zaken en studentenzaken (de laatste is bekend als moderator). Deze leidinggevenden zijn gewoonlijk jezuïetenpaters.

## Onderwijs
Als private school, volgt het Canisius College het Indonesische KTSP-curriculum (Kurikulum Tingkat Satuan Pendidikan). In de hogere middelbare school zijn de studenten verdeeld over twee programma's: natuurwetenschappen en sociale wetenschappen. Er zijn vijf of zes klassen voor het wetenschapsprofiel, terwijl het sociaal-wetenschappelijke profiel slechts een klas heeft.
Elk jaar zendt het Canisius College een vertegenwoordiger naar de Internationale Wetenschaps Olympiade.

## Alumni
- Akbar Tandjung, voormalig voorzitter in het huis van afgevaardigden
- Sarwono Kusumaatmadja, afgevaardigde
- Rachmat Witoelar, minister van milieu
- Ginandjar Kartasasmita, minister van Financiën
- Soe Hok Gie, politiek analist en activist
- Fauzi Bowo, voormalig gouverneur van Jakarta
- Arief Budiman, socioloog
- Letjen Erwin Sujono, legerleider
- Sofjan Wanandi
- Ananda Sukarlan, pianist
- Jusuf Wanandi
- Sehat Sutardja
- R. Budi Hartono
- Thomas Djiwandono, politicus